# Hermann Leube

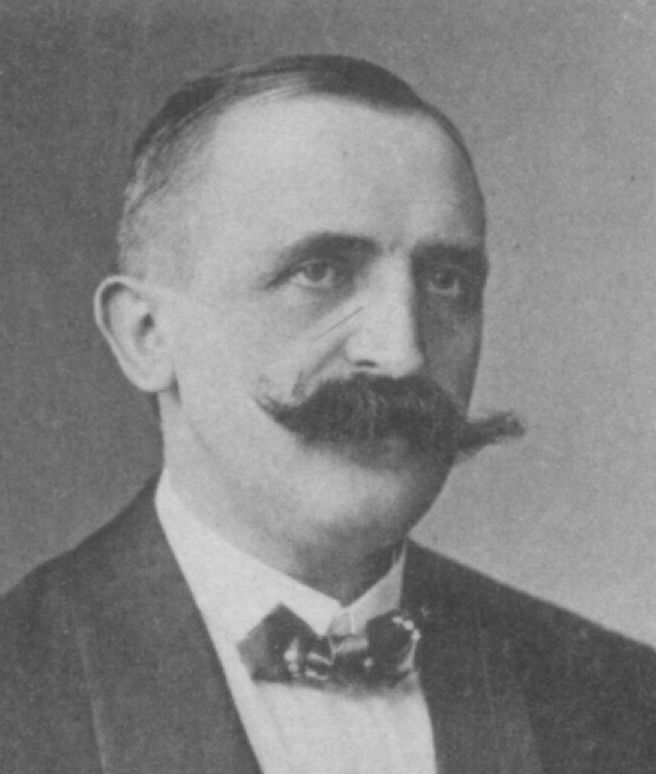
Hermann Leube als Reichstagsabgeordneter 1912

Hermann Leube (* 21. September 1863 in Altenwerder; † 16. Februar 1928 in Hamburg) war Fleischer, Kaufmann und Mitglied des Deutschen Reichstags.

## Leben
Leube besuchte bis 1878 die Dorfschule in Altenwerder. Danach war er Fleischermeister bis 1892, trat dann in die Firma Schaub & Co in Hamburg ein und war seit 1906 Alleininhaber. Er war viel gereist in ganz Europa und Nordamerika, sprach und schrieb die romanischen und nordischen Sprachen. Ferner war er Vorstandsmitglied des liberalen Vereins Altona.
Von 1912 bis 1918 war er Mitglied des Deutschen Reichstags für den Wahlkreis Provinz Schleswig-Holstein 2 (Apenrade, Flensburg) und die Fortschrittliche Volkspartei.